# Renault Samsung Motors
Renault Samsung Motors (coreano:르노삼성자동차) é uma empresa automobilística sul-coreana. Foi fundada como Samsung Motors em 1994 e começou a comercializar seus modelos em 1998. Em 2000 o grupo Renault adquiriu uma participação de 80% assumindo seu controle total.

## Participação atual[1]
- 80% Renault
- 20% Samsung

## Modelos

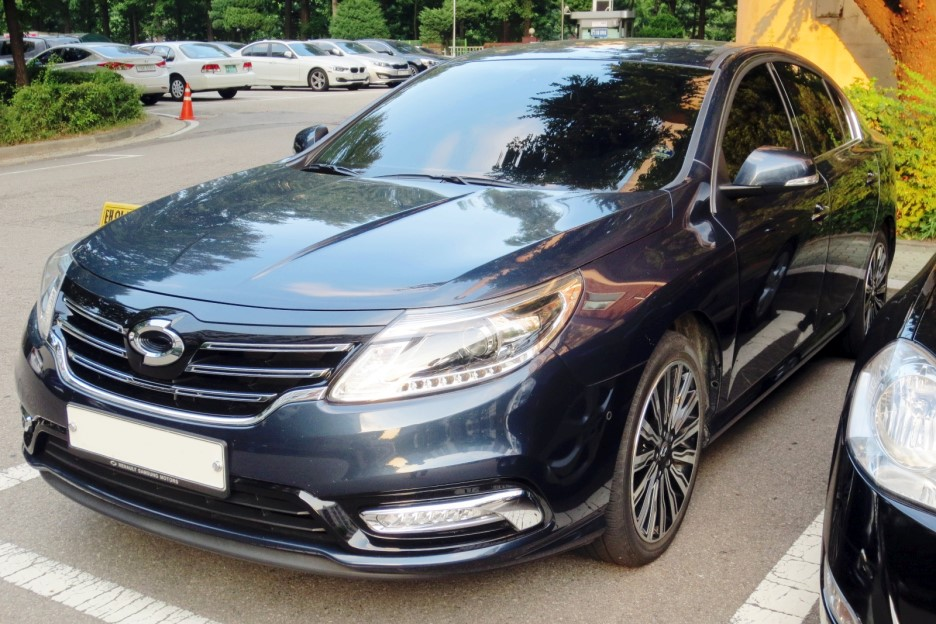
SM5

- SM7
- SM5
- SM3
- QM3
- QM5
- SV110 (Yamouzine)
- Big Thumb

## Protótipos
- Samsung QMX
- Samsung eMX